# Пербоск, Антонен
Антонен Пербоск (фр. Antonin Perbòsc, ок. Antonin Perbosc; 25 октября 1861, Лабарт, Франция — 6 августа 1944, Монтобан, Франция) — окситанский поэт, писатель и этнографист. Являлся активистом движения децентрализации, демократии и секуляризма, был против оттока сельского населения. Пербоск участвовал в создании множества литературных журналов в Окситании. Существует колледж имени Антонена Пербоска в Отериве, Франция.

## Биография
Пербоск был старшим из четырёх детей в семье арендаторов-издольщиков. Учился в государственной школе Вазерака, затем в средней школе при институте Гаска. Закончил педагогическиое училище в Монтобане. Преподавал в разных коммунах департамента Тарн и Гаронна: Арнак, Лакапель-Ливрон, Комберужер и других. С 1812 по 1832 год Пербоск работал библиотекарем в Монтобане.
В 1882 году Пербоск женился на Марии Видэллак.

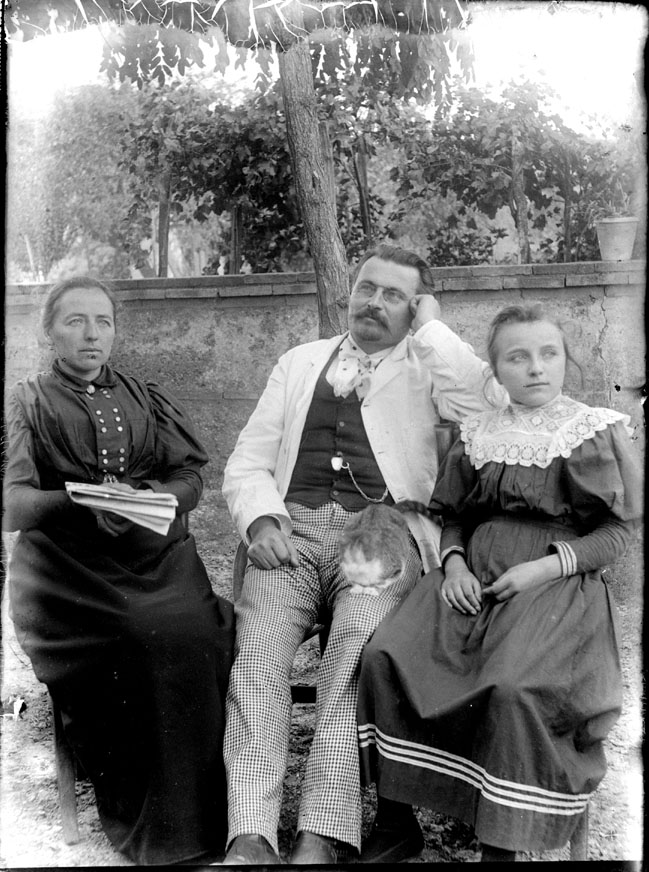
Портрет Антонена Пербоска с женой Марией и дочерью Элен в саду

В течение пятнадцати лет он преподавал в школе небольшой деревни Комберужер в 30 километрах от Монтобана, где с помощью своих учеников проводил исследования народного языка. Он привил своим ученикам интерес к традициям и наследию региона, в частности к окситанскому языку, который он преподавал, несмотря на запреты министерства образования. Пербоск с учениками выполнили большую работу по сбору данных и сформировали группу «Общество традиционалистов» (51 ученик в течение 1900—1908 годов).
Ученики собирали устное наследие из окружения: песни, поговорки, сказки и легенды, записывая их на местном диалекте без изменения языка. Работы «Общества традиционалистов» привлекли внимание Congrès des traditions populairesв Париже в 1900 году. Рассказы детей были записаны в книгу, которая хранится в библиотеке исследований и наследия Тулузы, и некоторые из них были опубликованы в 1914 году в книге под названием «Сказки долины Ламбон».
Дополнив эротические рассказы, собранные учениками общества, Пербоск опубликовал в 1907 году первый сборник эротического фольклора под псевдонимом Галиот и Церсамон по инициативе Генриха Карноу, редактора журнала La Tradition. Сборник стал результатом исследований в окрестностях Тулузы и юго-западной Франции. Пербоск также перевел гасконские и лангедокские рассказы. Книга была опубликована в 300 экземплярах и позволила раскрыть один из важнейших аспектов устной традиции Южной Франции. Второй том, «Волшебное кольцо», переизданный в 1987 году, полностью состоит из неизданных прежде рассказов. Этот труд из двух томов считается одним из самых важных европейских сборников эротических рассказов. В соответствии с замыслом автора за этой книгой должен был следовать 3-й том, содержащий эротические пословицы, стихи, загадки и другие малые формы устной словесности на окситанском диалекте, но он остался только в рукописном варианте.

## Творчество
Поэтическая работа Антонена Пербоска развивалась по двум направлениям: лирическая поэзия (Lo Got occitan — 1903, Lo Libre del Campestre — 1970) и лирико-эпическая поэзия (Fablèls — 1936, Contes Atal). Оба направления сходятся в двухтомном произведении Libre dels Auzèls — 1924.
Как написал Феликс Кастан, Пербоск был автором невероятной важности в истории окситанской литературы. Пербоск следовал за мечтой Огюста Фуре очистить современный окситанский язык и писать на языке, близком к языку трубадуров, который использовался за 700 лет до этого. В 1930-х годах Луи Альберт продолжил эту новаторскую работу и определил современные правила для письменного окситанского языка как классического, в отличие от системы Фредерика Мистраля, которая являлась только фонологической и была под сильным влиянием орфографических правил французского языка.
Пербокс провёл свою жизнь, открывая заново среди разговорного стихийного языка забытые «классические» правила литературного языка. Его поэзия сосредоточена на идее обновления чистого языка. Язык Пербоска, как говорит Феликс Кастан, определённо находится среди наиболее чистых окситанских языков, на которых когда-либо писали. По его мнению, язык Мистраля проигрывает по сравнению с языком поэта из-за недостаточной степени классицизма. По этому вопросу Жак Мадоль пишет: «Особенно Проспер Эстье и Антонен Пербоск старались восстановить язык точнее и чище, чем Мистраль, колоссальный труд которого, впрочем, тоже достоин уважения. Сами они сторонились всякой политики и думали лишь о возвращении достоинствa прославленному диалекту. Их цель зaключaлась в том, чтобы побудить культурную буржуазию вернуться к языку „ок“. На деле же он остался, с одной стороны, народным языком со своими диaлектами, a с другой — языком изысканным, несколько книжным, произведения на котором зaслуживают более широкой aудитории».

## Основные произведения
- Lo Got Occitan, Biblioteca occitana de Mont-Segur, Toulouse, 1903. Rééd. bilingue, Toulouse, Privat — Paris, Didier, 1932.
- Contes licencieux de l’Aquitaine : contributions au folklore érotique, 1907. Réédition : Éditions du Groupeaudois de recherche et d’animationethnographique, Carcassonne, 1984.
- Lo Libre del campèstre (Деревенская книга), Institutd'étudesoccitanes, Toulouse, 1970.
- Las Cansons del pople, Éditions de la revistamuzicalaoccitana, Toulouse, 1923.
- Contes atal, postface de Josiane Bru, Letras d'òc, Toulouse, 2006.
- Fablèls (Книга басен) (1936).
- Lo libre dels ausèls (Книга птиц) (1924)[8].